# Peter Kihara Kariuki
Peter Kihara Kariuki (ur. 6 lutego 1954 w Thunguri) – kenijski duchowny rzymskokatolicki, od 2006 biskup Marsabit.